# ITC One Colombo 1
L'ITC One Colombo 1 est un gratte-ciel résidentiel en construction à Colombo au Sri Lanka. Il devrait s'élever à 225 mètres lors de son achèvement prévu pour 2021. Il sera connecté par un skybridge à l'ITC One Colombo 2 qui mesurera 140 mètres et abritera un hôtel. 